# Heinrich Schumacher (Politiker, 1922)
Heinrich Schumacher (* 24. März 1922 in Bremen; † 1. Juni 2003 ebenda) war ein deutscher Politiker (CDU) aus Bremen und Mitglied der Bremischen Bürgerschaft. 

## Biografie

### Ausbildung und Beruf
Schumacher war als Landwirt in Bremen tätig.  

### Politik
Schumacher war Mitglied in der CDU in Bremen.    
Von 1967 bis 1987 gehörte er 20 Jahre lang der Bremischen Bürgerschaft an und war in verschiedenen Deputationen und Ausschüssen der Bürgerschaft tätig.